# Wpół do śmierci
Wpół do śmierci (ang. Half Past Dead) – film sensacyjny z 2002 roku.

## Fabuła
Sasha Petrosevitch, tajny agent FBI, chcąc zdobyć informacje na temat groźnego mafioso, zostaje osadzony w więzieniu w tej samej celi co jeden z jego wspólników. Sasha liczy na to, że zdobędzie jego zaufanie i uzyska potrzebne wiadomości. W tym samym więzieniu na wykonanie wyroku śmierci czeka Lester, człowiek, który siedemnaście lat wcześniej ukradł złoto wartości 200 milionów dolarów i nigdy nie zdradził miejsca ukrycia łupu. Tuż przed egzekucją do budynku więzienia wdziera się grupa uzbrojonych po zęby bandytów pod wodzą złowrogiego Donny’ego. Ratują Lestera przed śmiercią na krześle elektrycznym i chcą dowiedzieć się od niego, gdzie ukrył złoto. Biorą zakładników, wśród nich jest sędzia sądu najwyższego - Jane McPherson. Jednak Lester nie chce współpracować. Sasha podejmuje walkę z terrorystami, a nieoczekiwanej pomocy udziela mu kolega z celi...

## Obsada
- Steven Seagal – Sasha Petrosevitch
- Morris Chestnut – 49er One / Donald Robert Johnson
- Ja Rule – Nicolas "Nick" Frazier
- Nia Peeples – 49er Six
- Tony Plana – Warden El Fuego
- Kurupt – Twich
- Michael Taliferro – Mały Joe
- Claudia Christian – Agentka specjalna Ellen Williams
- Linda Thorson – Sędzia Jane McPherson
- Bruce Weitz – Lester McKenna
- Alexandra Kamp-Groeneveld – Reporterka
- Yasmina Filali-Bohnen – Sophia
- Mo’Nique – Dziewczyna Twicha